# Louis Terrenoire
Pour les articles homonymes, voir Terrenoire (homonymie).
Louis Terrenoire, né le 10 novembre 1908 dans le 2e arrondissement de Lyon (Rhône) et mort le 9 janvier 1992 à Paris, est un journaliste et homme politique français.
Il est l'une des figures du gaullisme de gauche.

## Biographie
Louis Terrenoire naît dans une famille de six enfants au 22 rue de Condé à Lyon, il est le fils de Jean Terrenoire (1876-1949), voyageur de commerce, fabricant de gants et de Jeanne Collet (1877-1918). Ses grands-parents paternels sont artisans.
Louis Terrenoire fait des études classiques de 1919 à 1925 puis milite dans la jeunesse catholique de 1926 à 1930. Il est élu secrétaire administratif de l’Union Sud-Est de la CFTC en 1928.
Marius Gonin lui confie le poste de rédacteur en chef du journal La Voix sociale puis du Nouveau Journal de Lyon de 1930 à 1931. En 1932, il devient secrétaire de la rédaction de L’Aube puis rédacteur en chef de 1938 à 1939 où il tient une chronique de politique extérieure, il y dénonce les menaces du nazisme et prend position pour les républicains espagnols. C'est un proche de Georges Bidault.
Louis Terrenoire est mobilisé en 1939 dans un régiment d’artillerie. Il revient à Lyon en juillet 1940, et entre dans la Résistance en fondant, avec Stanislas Fumet, l’hebdomadaire Temps nouveau qui est rapidement saisi puis avec Georges Bidault, Le Bulletin de la France combattante. En 1943, il est nommé secrétaire du CNR. Arrêté par la Gestapo le 10 décembre 1943, il est relâché puis recherché de nouveau et arrêté une seconde fois le 23 mars 1944. Il est torturé puis, le 18 juin 1944, déporté à Dachau où il retrouve le démocrate chrétien Edmond Michelet, il est libéré le 27 avril 1945 par les Alliés.
En 1945, il reprend sa fonction de rédacteur en chef de L’Aube. Le 21 octobre 1945, il est élu député MRP de la 1re circonscription de l'Orne à la Ire Assemblée nationale constituante, sa liste recueille 55 805 suffrages sur 127 307 exprimés et compte deux élus, Louis Terrenoire et Raymond Couder. Il s’inscrit à la Commission de la reconstruction et des dommages de guerre et à la Commission des affaires étrangères. En novembre 1946, la liste MRP avec 54 481 voix obtient toujours deux élus, Louis Terrenoire et Étienne Le Sassier-Boisauné, il s'inscrit également à la Commission de la presse, et à celle du suffrage universel, du règlement et des pétitions en 1949.
En 1947, il est codirecteur avec Jacques Debû-Bridel des Dernières nouvelles de Paris.
Louis Terrenoire est exclu du MRP qui refuse d’admettre la double appartenance, le 16 octobre 1947, il quitte le groupe parlementaire MRP et la rédaction de L’Aube pour fonder avec des collègues, dont notamment Edmond Michelet, le groupe des républicains populaires indépendants qui rejoint le RPF. De grandes questions telles que le prélèvement exceptionnel de lutte contre l’inflation en décembre 1947, les accords de Londres sur l’Allemagne en juin 1948 le poussent à intervenir. Il réagit aux déclarations du ministre de l’intérieur à des journalistes étrangers sur le général de Gaulle le 30 juin 1948, condamne l’activisme du parti communiste dans les grèves des mineurs, demande des explications sur la politique du Gouvernement en Indochine et dénonce « la fiction de l’Union européenne ». En tant que catholique social, il demande le maintien d’une indemnité en cas de difficultés exceptionnelles d’existence, souhaite le placement en résidence surveillée du maréchal Pétain en novembre 1951 et défend l’enseignement confessionnel.
En 1949, il est nommé adjoint de Jacques Soustelle au secrétariat général du RPF.
Le 27 octobre 1949, il refuse de voter l'investiture de Georges Bidault à la présidence du Conseil. 
En juin 1951, il se présente aux législatives dans les Côtes du Nord où sa liste recueille 44 139 voix sur 260 610 suffrages exprimés, un rapprochement entre les listes SFIO, MRP et celle de René Pleven lui barre l’accès au Palais-Bourbon.
En 1952, le général de Gaulle le nomme secrétaire général du RPF en remplacement de Jacques Soustelle devenu député du Rhône, il y restera jusqu'en 1954 puis est remplacé par Jacques Foccart.
Le 18 juillet 1958, il est nommé directeur des informations et du journal parlé à l’ORTF jusqu’en octobre 1958.
En novembre 1958, il est élu député UNR de la 1re circonscription de l'Orne face à Jacques Roulleaux-Dugage du CNIP, il l’emporte de nouveau sur ce même adversaire aux législatives de novembre 1962. Il préside le groupe parlementaire de l’UNR de mai 1959 à février 1960.
Louis Terrenoire est élu maire de Céaucé le 13 juillet 1959, il le restera jusqu’en mars 1977. Il fait partie de la Commission de développement économique régional (CODER) de Basse-Normandie jusqu’en 1973.
Il accède à des responsabilités gouvernementales en tant que ministre de l’Information de février 1960 à août 1961, puis ministre délégué des relations avec le Parlement auprès du Premier Ministre d’août 1961 à avril 1962 dans le gouvernement de Michel Debré.
Porte-parole du général de Gaulle durant les 26 derniers mois de la guerre d’Algérie du 5 février 1960 au 20 mars 1962, il doit affronter alors la presse et le mécontentement des élus gaullistes troublés par l’indépendance de l’Algérie.
Il parvient à se faire de justesse élire secrétaire général de l’UNR en mai 1962, occupant cette fonction jusqu'au mois de décembre suivant.
Député gaulliste de gauche d’octobre 1962 à mars 1973, il signe des éditoriaux dans le journal La Nation.
Il est membre de l’Assemblée consultative de la CEE dite Parlement européen de 1963 à 1973 et accède à la vice-présidence de cette assemblée de 1967 à 1973.
Louis Terrenoire est président de l’Association de solidarité franco-arabe (ASFA) à partir de 1967. Il est aussi président du Comité français de l'Union paneuropéenne (Pan-Europe) et président de l'Association d'amitié franco-coréenne de 1977 à 1982.
Au premier tour de l’élection présidentielle de 1981, il soutient la candidature de Jacques Chirac[réf. nécessaire].
Il meurt le 9 janvier 1992 à Paris (13e). Il est inhumé dans le caveau familial au cimetière de Ceaucé dans l'Orne.

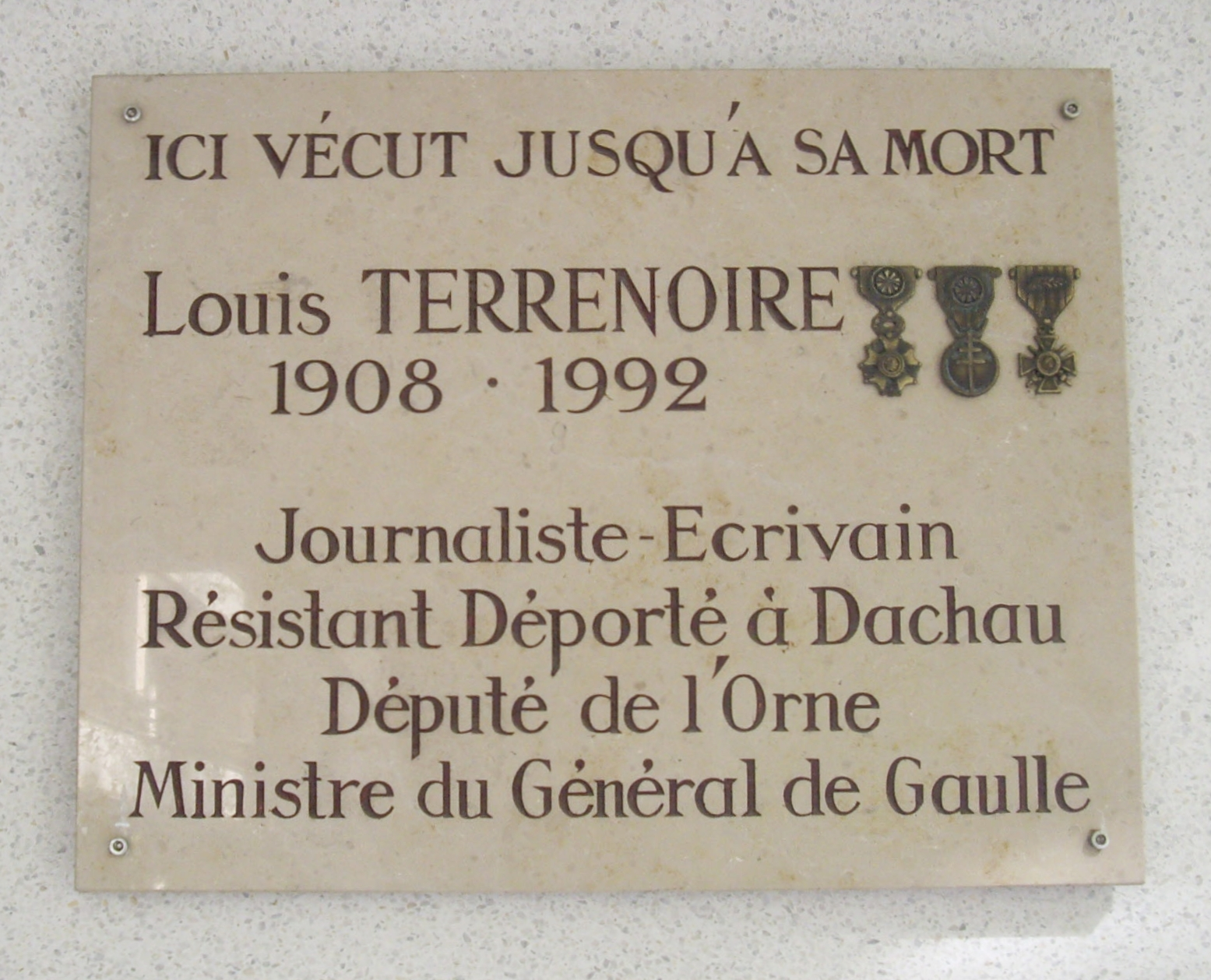
Plaque apposée au no 6 de la rue de Rémusat, Paris (16e), dernier domicile parisien de Louis Terrenoire.

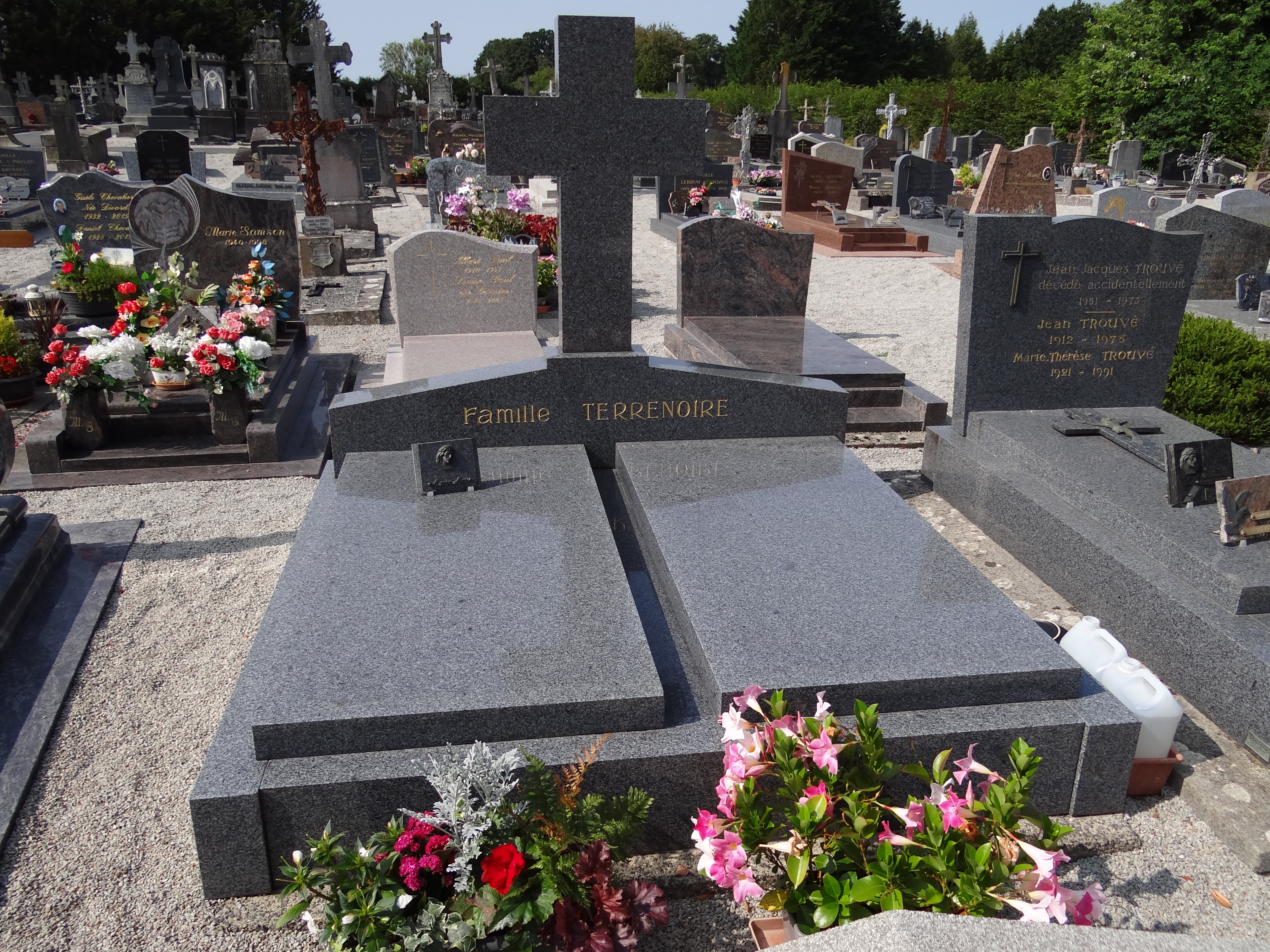
La tombe de Louis Terrenoire au cimetière de Ceaucé (Orne).

### Vie privée
Il épouse le 13 juillet 1935 dans le 6e arrondissement de Paris, Élisabeth Gay (1912-1992), historienne, fille de Francisque Gay (1885-1963), homme politique, directeur de L'Aube et de Blanche Fromillon (1890-1979).
De ce mariage naissent trois enfants :
- François Terrenoire[7].
- Alain Terrenoire, homme politique.
- Marie-Odile Terrenoire, sociologue[8].

## Mandats et fonctions

### Fonctions gouvernementales

#### Ministre
- 5 février 1960 - 24 août 1961 : Ministre de l'Information

#### Ministre délégué
- 24 août 1961 - 14 avril 1962 : Ministre délégué des relations avec le Parlement auprès du Premier Ministre

### Mandats parlementaires
- 21 octobre 1945 - 10 juin 1946 : Député de l'Orne
- 2 juin 1946 - 27 novembre 1946 : Député de l'Orne
- 10 novembre 1946 - 4 juillet 1951 : Député de l'Orne
- 30 novembre 1958 - 5 mars 1960 : Député de la 1re circonscription de l'Orne
- 18 novembre 1962 - 2 avril 1967 : Député de la 1re circonscription de l'Orne
- 5 mars 1967 - 30 mai 1968 : Député de la 1re circonscription de l'Orne
- 23 juin 1968 - 1er avril 1973 : Député de la 1re circonscription de l'Orne
- mai 1959 - février 1960 : Président du groupe parlementaire UNR à l'Assemblée nationale
- 1963 - 1973 : Membre de l’Assemblée consultative de la CEE
- 1967 - 1973 : Vice-président de l’Assemblée consultative de la CEE

### Mandat local
- 13 juillet 1959 - mars 1977 : Maire de Ceaucé

### Fonctions politiques
- 1952 - 1954 : Secrétaire général du RPF
- mai - décembre 1962 : Secrétaire général de l'UNR

### Autre fonction
- Président du Comité français de l'Union paneuropéenne (Pan-Europe)

## Distinctions
- Commandeur de la Légion d'honneur
- Croix de guerre 1939–1945
- Médaille de la Résistance française avec rosette (24 avril 1946)[9]

## Publications
- De Gaulle et l'Algérie, témoignage pour l'histoire, Fayard, 1964.
- De Gaulle vivant, Plon, 1971.
- Sursitaires de la mort lente, Seghers, 1976.
- De Gaulle : 1947-1954. Pourquoi l'échec ? Du R.P.F. à la traversée du désert, Plon, 1981.
- De Gaulle, Israël et les Palestiniens, Éditions du Témoignage chrétien, 1989.
- Edmond Michelet, mon ami : souvenirs et témoignages, préface de Maurice Schumann, Nouvelle Cité, 1992.